# Olof Strömsten
Olof Strömsten (né le 12 janvier 1909 en Finlande et mort en 1959) est un joueur de football et de bandy finlandais d'ethnie suédoise.
Il est connu pour avoir terminé comme le meilleur buteur du championnat de Finlande lors des saisons 1930 (avec 9 buts à égalité avec le joueur Holger Salin), 1933 (avec 18 buts) et 1934 (avec 15 buts).